# Jedha, Kyber, Erso
"Jedha, Kyber, Erso" es el episodio final de la serie de televisión estadounidense de ciencia ficción, suspenso y suspenso político Andor. Es el duodécimo episodio de la segunda temporada y el vigésimo cuarto episodio de la serie en general. fue escrito por Tom Bissell y dirigido por Alonso Ruizpalacios.
"Jedha, Kyber, Erso" se estrenó en Disney+ el 13 de mayo de 2025 como parte de un bloque de tres episodios que también incluía "Make It Stop" y "Who Else Knows?", y recibió elogios universales tanto de la crítica como del público.

## Trama
Después de localizar la fuente de la transmisión de Kleya, Heert y su equipo se acercan a la casa segura, donde Cassian y Melshi convencen a Kleya de regresar a Yavin con ellos y transmitir la información de Luthen sobre la Estrella de la Muerte al consejo de la Alianza. Al salir, son interceptados por el equipo de Heert y se produce un tiroteo. K-2SO pronto llega y despacha a las tropas, matando a Heert usándolo como escudo humano; sin embargo, Kleya queda gravemente herida. Los cuatro regresan al Ala-U y comienzan el viaje de regreso a Yavin.
En Yavin, Mon, Bail y Draven discuten con Saw Gerrera sobre los ataques a los envíos kyber que salen de Jedha . Saw niega que esté en Jedha, algo que Mon y Draven discuten. Después de que Saw termina enojado su llamada, el grupo se entera de que el Ala-U de Cassian ha regresado a la base. Bail está molesto porque Cassian abandonó la base sin autorización; Draven y el almirante Raddus organizan una intercepción hostil de la nave que regresa, y Cassian es llevado ante el consejo de la Alianza para dar explicaciones.
Cassian informa al consejo de la muerte de Luthen y transmite lo que Kleya le ha dicho. La información es recibida con escepticismo por parte del consejo, principalmente debido a su tensa relación con Luthen. Cassian lo defiende airadamente, diciendo que el consejo ha dado "una fracción de su sacrificio" a la Rebelión. Bail desestima el caso y deja en libertad a Cassian, quien recibe permiso de Mon para visitar a Kleya en la enfermería. Cassian le dice a Kleya que el consejo era escéptico, pero le asegura que está haciendo todo lo que puede.
Mon, permaneciendo fiel a Cassian y Luthen, visita a Vel y le pide que confirme la historia de Cassian. Cassian le informa a Wilmon que Luthen está muerto y regresa a casa, donde Vel lo visita. Los dos brindan por sus compañeros caídos y víctimas del Imperio. Vel le dice a Cassian que la enviaron para autenticar su historia, y Cassian la convence de que es verdad. Mientras se va, sugiere que Cassian se vuelva a conectar con Bix.
En Coruscant, Partagaz escucha el manifiesto de Nemik y Lagret le informa que será arrestado por no haber podido detener a Kleya. Le pide a Lagret que salga de la habitación y le permita "ordenar sus pensamientos", y se suicida momentos después.
Kleya abandona la enfermería y se adentra en la jungla de Yavin bajo la lluvia. Vel la descubre y la lleva a casa. Hablan de Luthen y Kleya lamenta su posición como extranjera en Yavin. Vel responde citando la frase clave rebelde "Tengo amigos en todas partes", diciéndole a Kleya que está segura entre amigos.
Draven se entera de que Tivik, el contacto de Cassian con Saw Gerrera, ha enviado varios mensajes urgentes desde Kafrene y solo está dispuesto a hablar con Cassian. Lleva a K-2SO y Melshi a casa y ordena a Cassian reunirse con Tivik en Kafrene.
Mon y Draven, convencidos de la necesidad de actuar según la historia de Cassian, exigen que Bail los escuche. K-2SO despierta a Cassian de un sueño con su hermana, diciéndole que Bail está allí para hablar con él. Bail autoriza a Cassian a ir a Kafrene; cuando le preguntan qué lo hizo cambiar de opinión, Bail le dice a Cassian: «Si muero luchando contra el Imperio, quiero morir luchando».
Cassian se dirige a su nave. En el camino, se cruza con la sanadora de la Fuerza y comparten una mirada sombría. Cassian y K-2SO parten de la base hacia el Anillo de Kafrene.
Dedra se ve en una prisión similar a las instalaciones de Narkina 5. Kleya observa el trabajo diario en Yavin. Mon y Vel desayunan con otros rebeldes en la base. En Jedha, Saw Gerrera observa un Destructor Estelar Imperial sobrevolando la ciudad de Jedha. Krennic observa la Estrella de la Muerte, que se encuentra en sus últimas etapas de construcción. En Mina-Rau, se ve a Bix acunando a un bebé, que se supone es el hijo de Cassian.

## Producción

### Escritura
El episodio fue escrito por Tom Bissell, en su tercer crédito como guionista del programa, y dirigido por Alonso Ruizpalacios, después de dirigir los dos episodios anteriores de la serie.    Los episodios de la segunda temporada de Andor, al igual que los de la primera, se dividen en bloques, o arcos argumentales, de tres episodios; sin embargo, a diferencia de la primera temporada, cada arco comienza con un salto temporal de un año desde el episodio anterior.  El showrunner de la serie, Tony Gilroy, decidió estructurar la temporada de esta manera después de concluir que el plan original de cinco temporadas para el programa era inviable y necesitaba alguna forma de unir los cuatro años entre la temporada 1 y Rogue One (2016) en una sola temporada. Como prueba de concepto, escribió el primer y el último episodio de cada posible arco, y finalmente decidió esta estructura para la temporada.  Los últimos tres episodios de la temporada cubren los tres días previos al inicio de Rogue One, con Gilroy diciendo "serán como cuatro o cinco días, y luego saltaremos un año, y luego habrá otros cuatro o cinco días, y luego saltaremos un año", con la escena final de Cassian dirigiéndose al Anillo de Kafrene que conduce a Rogue One.  Sobre el sueño de Cassian sobre su hermana justo antes de ser enviado a encontrarse con Tivik, Bissell declaró que no estaba escrito en ningún guion, sino que fue agregado en la edición por el editor y productor ejecutivo John Gilroy y su equipo. 

### Música
La banda sonora original de "Jedha, Kyber, Erso", al igual que la de otros nueve episodios de los doce de la temporada, fue compuesta por Brandon Roberts, en reemplazo de Nicholas Britell, el compositor de la primera temporada del programa, debido a conflictos de programación.  Al igual que el estreno de la temporada "One Year Later", este episodio reutiliza el tema del título de apertura del estreno de la serie "Kassa", compuesto por Britell.
La banda sonora del episodio se lanzó junto con la de los otros dos episodios de su bloque el 16 de mayo de 2025 a través de Walt Disney Records como parte del último de los cuatro volúmenes de la banda sonora original de la segunda temporada. 

## Lanzamiento
"Jedha, Kyber, Erso" se estrenó en Disney+ el 13 de mayo de 2025 como parte de un bloque de tres episodios, junto con "Make It Stop" y "Who Else Knows?". 

## Recepción

### Respuesta crítica
El sitio web agregador de reseñas Rotten Tomatoes informa un índice de aprobación del 100%, basado en 8 reseñas. 
William Hughes de The AV Club dio una crítica positiva, escribiendo: "Es, en general, un buen final, una conclusión satisfactoria para la historia que Tony Gilroy y sus camaradas han estado contando con la segunda temporada de este programa". 